# Henry Vaughan
Henry Vaughan (Newton, 17 aprile 1621 – Scethrog, 23 aprile 1695) è stato un poeta e scrittore gallese.

## Biografia
Nacque in un'illustre famiglia gallese di Tretower Court, da Thomas Vaughan e Denise Jenkin. 
Influenzato da George Herbert, divenne poeta metafisico,
Henry era inoltre fratello gemello di Thomas Vaughan, esponente rosacrociano dedito all'occultismo, la cui spiritualità era destinata a riverberarsi sulla sua stessa poetica.
Le sue opere, spesso incentrate sulla solitaria comunione con la natura e i ricordi dell'infanzia, costituiscono un'anticipazione dell'opera di Wordsworth. Tra i testi principali di Vaughan si ricordano: Poems (1646), Silex Scintillans (1650), Olor Iscanus (1651), The Mount of Olives (1652), Flores Solitudinis (1654) e Thalia Rediviva (1678).

### Poetica
Attraverso la poesia religiosa, vorrebbe penetrare nel "vero", che separa il nostro tempo mortale dall'eternità, e quindi l'uomo da Dio. Utilizza la poesia come strumento per accorciare le distanze da Dio. Ha un approccio con la natura molto particolare, poiché non la vede come un rimando ai simboli cristiani, ma come un insieme di creature che non hanno perso quel contatto "vero" con la spiritualità, poiché sono creature primitive e non sono state deviate e corrotte dal mondo. 
Il poeta, attraverso questo messaggio, si rifà al concetto dell'innocenza, alludendo all'infanzia. Henry rimpiange quel periodo angelico, vorrebbe riconquistare l'innocenza della sua fanciullezza e lo fa con l'opera The Retreat. Il suo atteggiamento di fronte alla vita è quello di un bambino che apprezza spontaneamente tutto ciò che lo circonda: «wonder».